# Cambridge (Kansas)
Cambridge è un comune degli Stati Uniti d'America, situato nello Stato del Kansas, nella Contea di Cowley.